# Zingiber eborinum
Zingiber eborinum là một loài thực vật có hoa trong họ Gừng. Loài này được John Donald Mood và Ida Theilade miêu tả khoa học đầu tiên năm 1997.

## Mẫu định danh
Mẫu định danh: Mood J.D. 432; thu thập năm 1989 ở tọa độ khoảng 5°6′22″B 116°1′59″Đ / 5,10611°B 116,03306°Đ, vùng đồi Paling Paling, bang Sabah, Malaysia. Mẫu holotype được lưu giữ tại Trung tâm Nghiên cứu Rừng ở Sandakan, Sabah (SAN).

## Từ nguyên
Tính từ định danh eborinum có nguồn gốc từ danh sở hữu cách từ tiếng Latinh eboris, tới lượt nó là danh từ ebur nghĩa là ngà voi, màu ngà voi; ở đây để nói tới các lá bắc màu trắng ngà của loài này.

## Phân bố
Loài này có trên đảo Borneo, đặc hữu vùng đồi Paling Paling, bang Sabah, Malaysia. Môi trường sống là rừng thứ sinh vùng đồi ở cao độ dưới 300 m.

## Mô tả
Thân lá cao 0,75–1 m. Các bẹ lá có lông tơ về phía cuống lá. Lưỡi bẹ 2 thùy, dài 7 mm, dạng giấy, nhẵn nhụi. Cuống lá dài 2 mm, có lông tơ. Lá hình trứng, 17-23 × 6-9,5 cm, màu xanh lục sẫm, như sáp với kết cấu dày, mặt trên nhẵn nhụi, với lông lụa mịn mặt dưới, gân giữa về phía đáy mặt dưới có lông mịn, mép rậm lông tơ màu ánh nâu. Cán hoa mọc từ thân rễ, ngầm dưới đất, dài 5–6 cm. Các bẹ cán hoa màu ánh đỏ nhạt. Cụm hoa mọc thẳng đứng hay hơi phủ phục, hình trứng, 7-8 × 3-3,5 cm, màu ánh trắng. Lá bắc hình trứng ngược, 2,6-3 × 1,5-2,5 cm, nhẵn nhụi, màu trắng ngà, các lá bắc phía dưới với ánh hơi hồng, rìa màu nâu, hơi gợn sóng. Lá bắc con hình trứng ngược, 1,5 × 1 cm, màu ánh trắng. Đài hoa màu da cam nhạt, dài 2 cm, dài hơn lá bắc con. Tràng hoa dài 5,2 cm, màu da cam; thùy tràng lưng 2,3 × 0,8 cm; các thùy tràng bên 1,8 × 0,4 cm. Cánh môi dài 5 cm; thùy giữa thuôn dài với 2 gờ dọc theo phần dưới đường giữa, 1,8 × 1,2 cm, màu da cam nhạt với sọc màu da cam tươi hơn ở tâm; các thùy bên thuôn dài ra, 0,6 × 0,4 cm. Bao phấn dài 1 cm, màu da cam tươi. Phần phụ bao phấn 0,7 cm, màu da cam nhạt. Quả không rõ. Ra hoa tháng 4-5 hoặc sau khi có mưa lớn.
Z. eborinum gần giống với Z. puberulum var. borneense và Z. acuminatum var. borneense ở chỗ mép lá rậm lông tơ và cụm hoa ở gốc. Hình dạng cánh môi rất giống với của Z. puberulum var. borneense. Tuy nhiên, nó khác với 2 loài trên ở chỗ các lá bắc hình trứng nhỏ hơn, cụm hoa hình cầu nhỏ hơn với các lá bắc màu trắng ngà và cánh môi màu da cam với 2 gờ dọc theo đường giữa. Nó là loài duy nhất với lá bắc màu trắng đã biết có tại Borneo.